# Uchte
Uchte egy község Németországban, a Weser-Nienburgi járásban. Lakosainak száma 5064 fő (2023. december 31.).

## Földrajza
Uchte Steyerberg és Stolzenau községekkel határos.

## Népessége
| Lakosok száma | 4953 | 4952 | 4956 | 4956 | 4977 | 5053 | 5064 |
|               | 2016 | 2017 | 2018 | 2019 | 2021 | 2022 | 2023 |

## Testvértelepülések
- Sourdeval
- Ząbkowice Śląskie